# یک عمل نیک
یک عمل نیک (انگلیسی: One Good Turn) فیلم کوتاه کمدی با نقش‌آفرینی لورل و هاردی است.

## داستان فیلم
لورل و هاردی از گرسنگی به خانم مسنی پناه می‌برند. پیرزن با روی گشاده آنها را می‌پذیرد و آنها هم در مقابل به پیرزن کمک می‌کنند. اما سادگی لورل و هاردی اجازه نمی‌دهد که همه چیز به سادگی پایان یابد.

## بازیگران
- استن لورل در نقش استنلی
- اولیور هاردی در نقش اولی
- ماری کار
- جیمز فینلیسون
- بیلی گیلبرت
- گوردون داگلاس
- دوروثی گرینجر
- اسناب پالرد
- لایل تیو
- بالدوین کوک